# Duerosuchus
Duerosuchus is een geslacht van uitgestorven krokodilachtigen. Er zijn overblijfselen gevonden in Corrales del Vino uit het Midden-Eoceen (ongeveer veertig miljoen jaar oud) van Zamora, Spanje. Duerosuchus is bekend van een enkele schedel die onvolledig is maar verder goed bewaard is gebleven, evenals een onderkaak, wat osteodermen en mogelijk enkele wervels.
Duerosuchus is een basale krokodil waarvan gedacht wordt dat hij nauw verwant is aan brevirostrinen of krokodilachtigen met korte snuit, zoals alligatoroïden. Het geslacht werd echter aanvankelijk niet opgenomen in een fylogenetische studie en zijn positie binnen Crocodilia was onzeker, totdat een studie uit 2021 Duerosuchus binnen de familie Planocraniidae vond.

## Ontdekking
Overblijfselen van Duerosuchus werden opgegraven door een team van de Universiteit van Salamanca. De overblijfselen werden ontdekt door Luis Alonso Andrés en zijn zoon Luis Alonso Santiago, twee amateur-paleontologen. Het geslacht werd benoemd door Andrés en Santiago in 2009 en is vernoemd naar de rivier de Duero, omdat het werd gevonden in het stroomgebied van de Duero. De typesoort is Duerosuchus piscator, 'de visser', vernoemd naar zijn veronderstelde vermogen om vis te vangen, afgeleid uit de vorm van zijn tanden.

## Beschrijving
De schedel van Duerosuchus is ongeveer twintig centimeter lang. De lengte van het gehele dier wordt geschat op ongeveer honderdzestig centimeter. Deze schatting is gebaseerd op de grootte van de romp ten opzichte van de schedel bij vergelijkbare krokodilachtigen waarvan de lichaamslengte bekend is. De holotype-schedel, bekend als STUS 14.133, mist enkele botten, zoals die rond de infratemporale fenestra aan de achterkant van de schedel en het neusbeen langs de middenlijn van de snuit. Ondanks het ontbreken van enig materiaal, kan de vorm van de schedel worden afgeleid uit bestaande botten. De tanden zijn scherp en teruggebogen met smalle bases. Er is een inkeping in de premaxilla van de snuit om plaats te bieden aan de vierde mandibulaire tand van de onderkaak als de muil gesloten wordt.

## Paleobiologie
Naast Duerosuchus zijn drie andere crocodyliformen uit het Eoceen bekend uit Corrales: de sebecide Iberosuchus en de krokodillen Asiatosuchus en Diplocynodon. Asiatosuchus, een grote krokodil, had waarschijnlijk een vergelijkbare levensstijl als Duerosuchus. Asiatosuchus had, net als andere grote krokodilachtigen, robuuste achterste tanden die geschikt waren om te pletten. Het kan hebben gejaagd op schildpadden zoals Allaeochelys die in het gebied aanwezig waren. Hoewel Duerosuchus mogelijk ook op schildpadden heeft gejaagd, was het beter aangepast aan het vangen van kleinere prooien zoals vissen. Vissen zijn er in overvloed in de sedimenten waaruit Duerosuchus is gevonden. De Universiteit van Salamanca heeft een verzameling fossielen uit het Eoceen uit het gebied met overblijfselen van Duerosuchus, Asiatosuchus, Iberosuchus en veel fossielen van vissen en schildpadden, waarvan sommige bijtwonden hebben waarvan gedacht wordt dat ze door krokodilachtigen zijn gemaakt.